# Villareggia
Villareggia (en français Birague) est une commune italienne de la ville métropolitaine de Turin dans la région Piémont en Italie.

## Administration
| Période                                  | Période  | Identité         | Étiquette | Qualité |
| ---------------------------------------- | -------- | ---------------- | --------- | ------- |
| 14 juin 2004                             | En cours | Mario Debernardi |           |         |
| Les données manquantes sont à compléter. |          |                  |           |         |

### Communes limitrophes
Vische, Moncrivello, Mazzè, Cigliano